# Józef Wójcik (1929–2015)
Józef Wójcik (ur. 10 lutego 1929 w Ryglicach, zm. 30 listopada 2015) – polski dziennikarz i polityk, redaktor naczelny „Słowa Powszechnego” (1982–1989), wiceprzewodniczący Zarządu Głównego Stowarzyszenia „Pax” (1986–1989), w latach 1985–1991 poseł na Sejm PRL IX kadencji i na Sejm kontraktowy.

## Życiorys

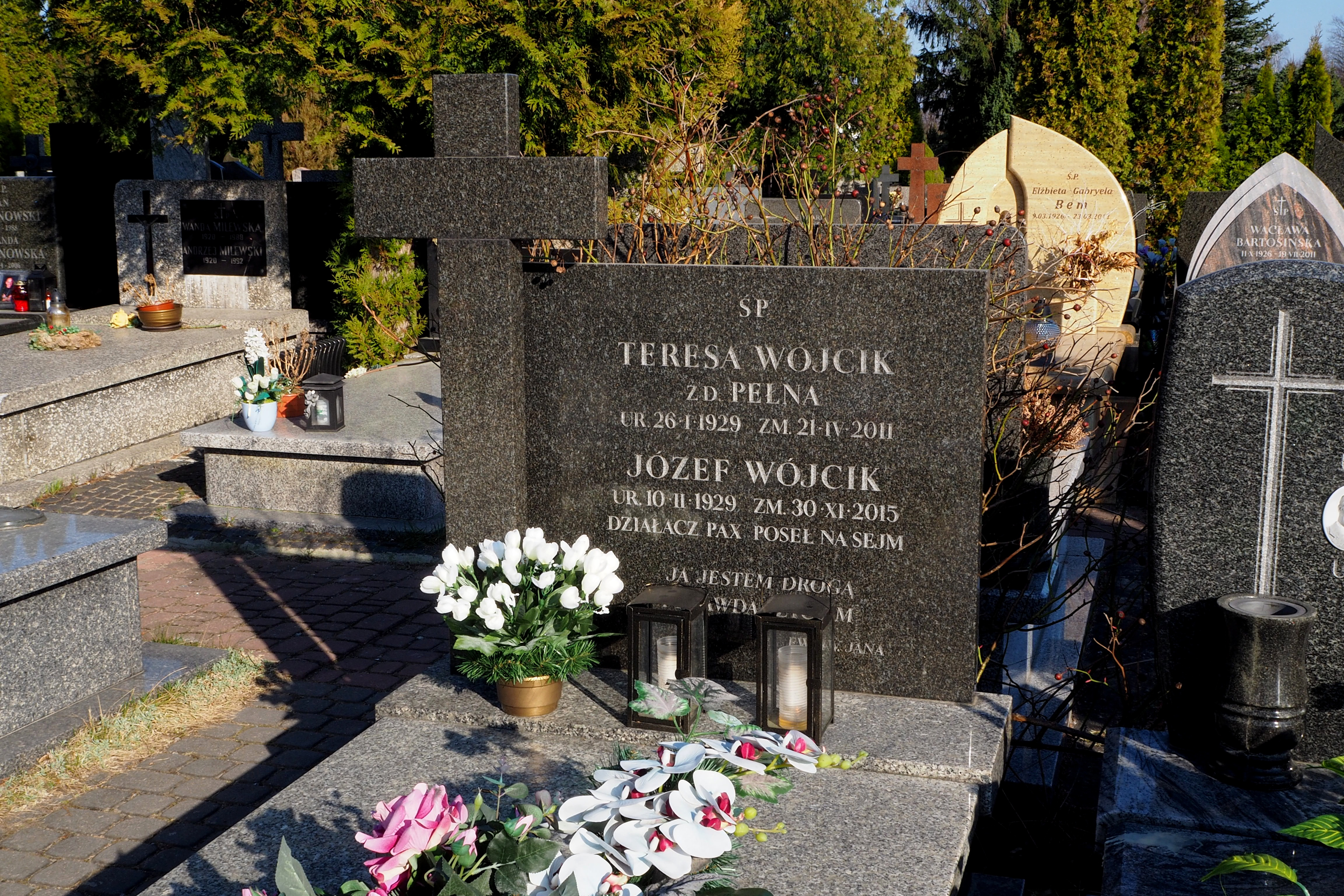
Grób Józefa Wójcika na cmentarzu w warszawskich Pyrach

W latach 1949–1950 więziony z powodów politycznych. W 1953 ukończył filologię polską na Katolickim Uniwersytecie Lubelskim, po czym podjął pracę w kieleckim oddziale „Słowa Powszechnego”. W latach 1979–1981 był dyrektorem Instytutu Wydawniczego „Pax”, następnie zaś redaktorem naczelnym „Słowa Powszechnego” (1982–1989). Pełnił obowiązki wiceprzewodniczącego Zarządu Głównego Stowarzyszenia „Pax” (1986–1989), a od 1989 był dyrektorem Centrali Handlowej „Veritas”. W 1983 wybrany na wiceprzewodniczącego zarządu głównego Towarzystwa Przyjaźni Polsko-Radzieckiej. W latach 1986–1989 był członkiem Ogólnopolskiego Komitetu Grunwaldzkiego.
W 1985 i 1989 uzyskiwał mandat posła na Sejm PRL IX i X kadencji w okręgach Warszawa-Śródmieście i Warszawa-Mokotów. Przez dwie kadencja zasiadał w Komisji Spraw Zagranicznych. W IX kadencji należał do Polskiej Grupy Unii Międzyparlamentarnej, ponadto zasiadał w Komisji Kultury, a X kadencji zasiadał w Komisji Stosunków Gospodarczych z Zagranicą i Gospodarki Morskiej. Był przewodniczącym klubu poselskiego „Pax” w trakcie X kadencji.
Zmarł w 2015. Pochowany na cmentarzu w warszawskich Pyrach

## Odznaczenia i wyróżnienia
- Krzyż Oficerski Orderu Odrodzenia Polski
- Krzyż Kawalerski Orderu Odrodzenia Polski
- Złoty Krzyż Zasługi[2]
- Medal 40-lecia Polski Ludowej
- Nagroda im. Włodzimierza Pietrzaka (1966)[3]